# Базель-Штадт
Базель-Штадт  (нім. Kanton Basel-Stadt [ˌbaːzl̩ˈʃtat] ⓘ; ромш. Chantun Basilea-Citad; фр. Canton de Bâle-Ville [bɑl.vil]; італ. Canton Basilea Città) — один із 26 кантонів,що утворюють Швейцарську Конфедерацію. 
Складається з трьох муніципалітетів зі столицею Базель. 
Традиційно він вважається «напівкантоном», інша половина — Базель-Ланд.
Базель-Штадт — один із найпівнічніших і найнижчих кантонів Швейцарії, а також найменший за площею. 
Кантон розташований по обидва береги Рейну і дуже густонаселений. 
Найбільшим муніципалітетом є Базель, за ним йдуть Ріен і Беттінген. 
Єдиний кантон, який межує з Базель-Штадтом, це Базель-Ланд на півдні. 
На північ від Базель-Штадта розташовані Франція та Німеччина, причому потрійна точка кордонів знаходиться на середині Рейну.
Разом із Базель-Ландом Базель-Штадт був частиною кантону Базель, який приєднався до Старої Швейцарської Конфедерації в 1501 році. Політичні чвари та збройні конфлікти призвели до поділу кантону в 1833 році.
Базель-Штадт є сьомим за величиною економічним центром Швейцарії 

і має найвищий ВВП на душу населення в країні, випереджаючи кантони Цуг і Женева (у 2018 році). 

У вартісному вираженні понад 94% експорту товарів Базеля припадає на хімічний і фармацевтичний сектори. 
Завдяки виробничим потужностям, розташованим у сусідньому Швайцергалле, на Базель припадає 20% швейцарського експорту. 

## Історія
Кантон Базель-Штадт був створений, коли історичний кантон Базель був розділений в 1833 році після політичних чвар і збройного конфлікту в кантоні. 
Деякі з них стосувалися прав населення в сільськогосподарських районах. 
Вони зрештою призвели до відділення кантону Базель-Ланд від міста Базель 26 серпня 1833 року. 
Відтоді почався рух за возз’єднання. 
Цей рух набрав обертів після 1900 року, коли багато частин Базель-Ланду стали індустріалізованими. 
Два напівкантони в принципі погодилися возз’єднатися, але в 1969 році і знову у вересні 2014 року жителі Базель-Ланду проголосували проти цієї пропозиції за збереження своєї незалежності. 

## Географія

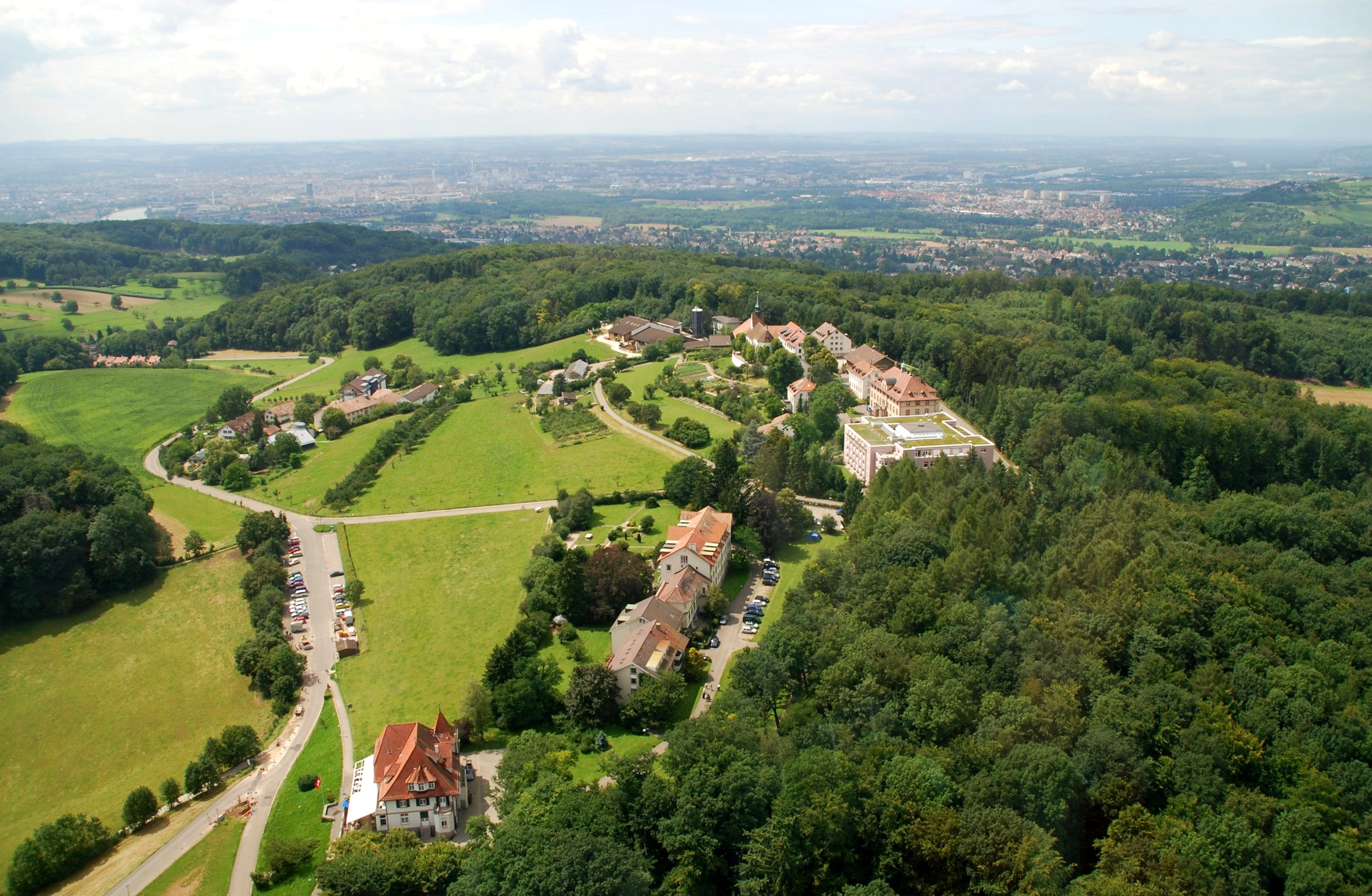
Вид з Санкт-Крішона, найвищого місця в кантоні

Кантон Базель-Штадт розташований на півночі Швейцарії. Базель розташований на луці Рейну, в місці, де із заходу маленький Бірсіг впадає в Рейн зліва, і де сам Рейн переходить із західного напрямку на північний. 
Це другий найрівніший кантон з різницею у висоті між Рейном і Санкт-Крішоною лише 277 м.
Беттінген, Ріен і частина міста Базель розташовані на східному березі Рейну, з трьох боків межують з німецькою землею Баден-Вюртемберг. 
Інша частина кантону розташована на західному березі Рейну.
Площа кантону становить 37 км², що робить Базель-Штадт найменшим кантоном у Швейцарії. 
Іноді його порівнюють з містом-державою. 

Базель-Штадт межує з Базель-Ландом на півдні, єдиним прилеглим кантоном. 
На півночі межує з Німеччиною (Баден-Вюртемберг) і Францією (Гранд-Ест).

## Транспорт

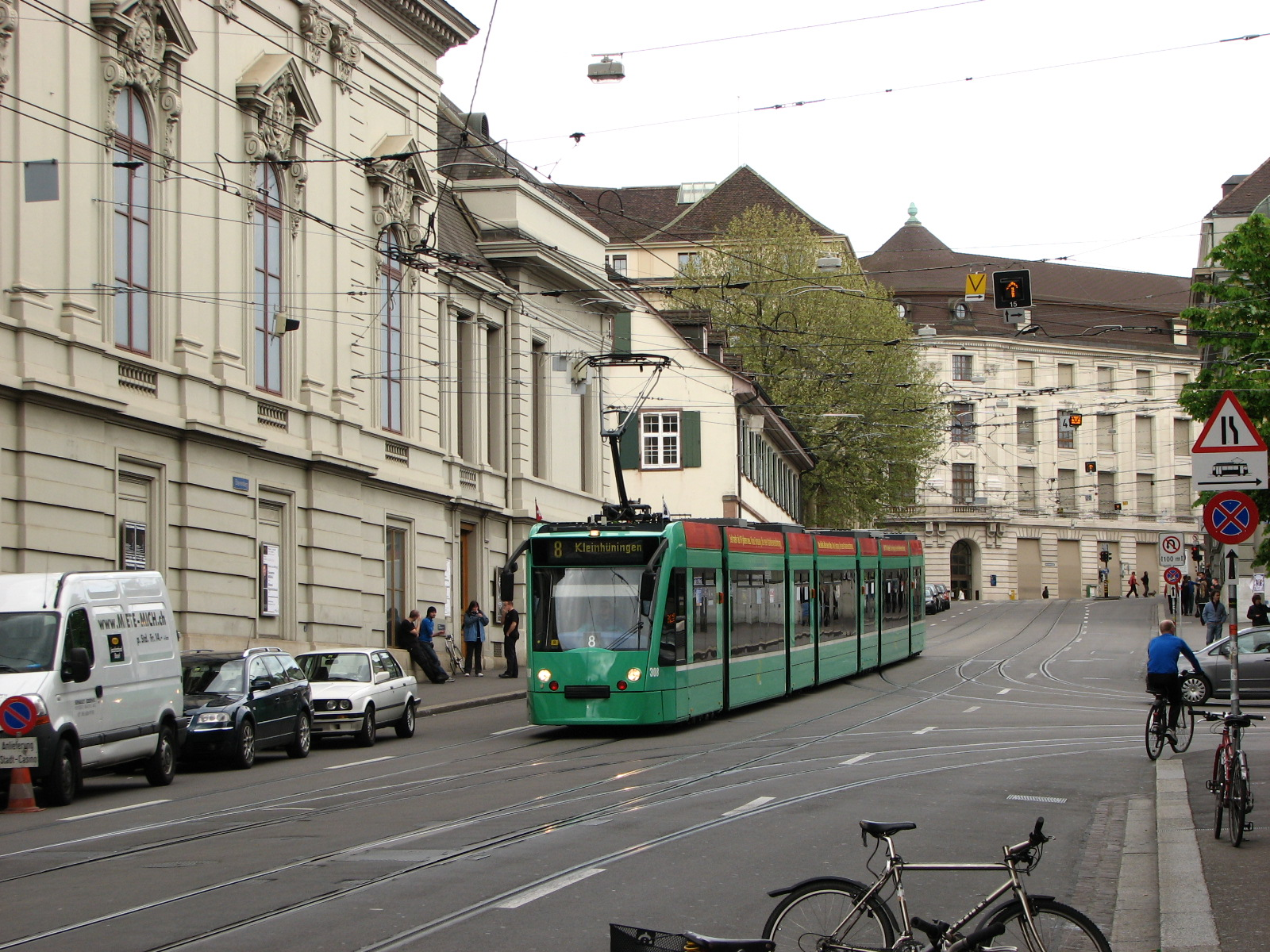
Базельський трамвай

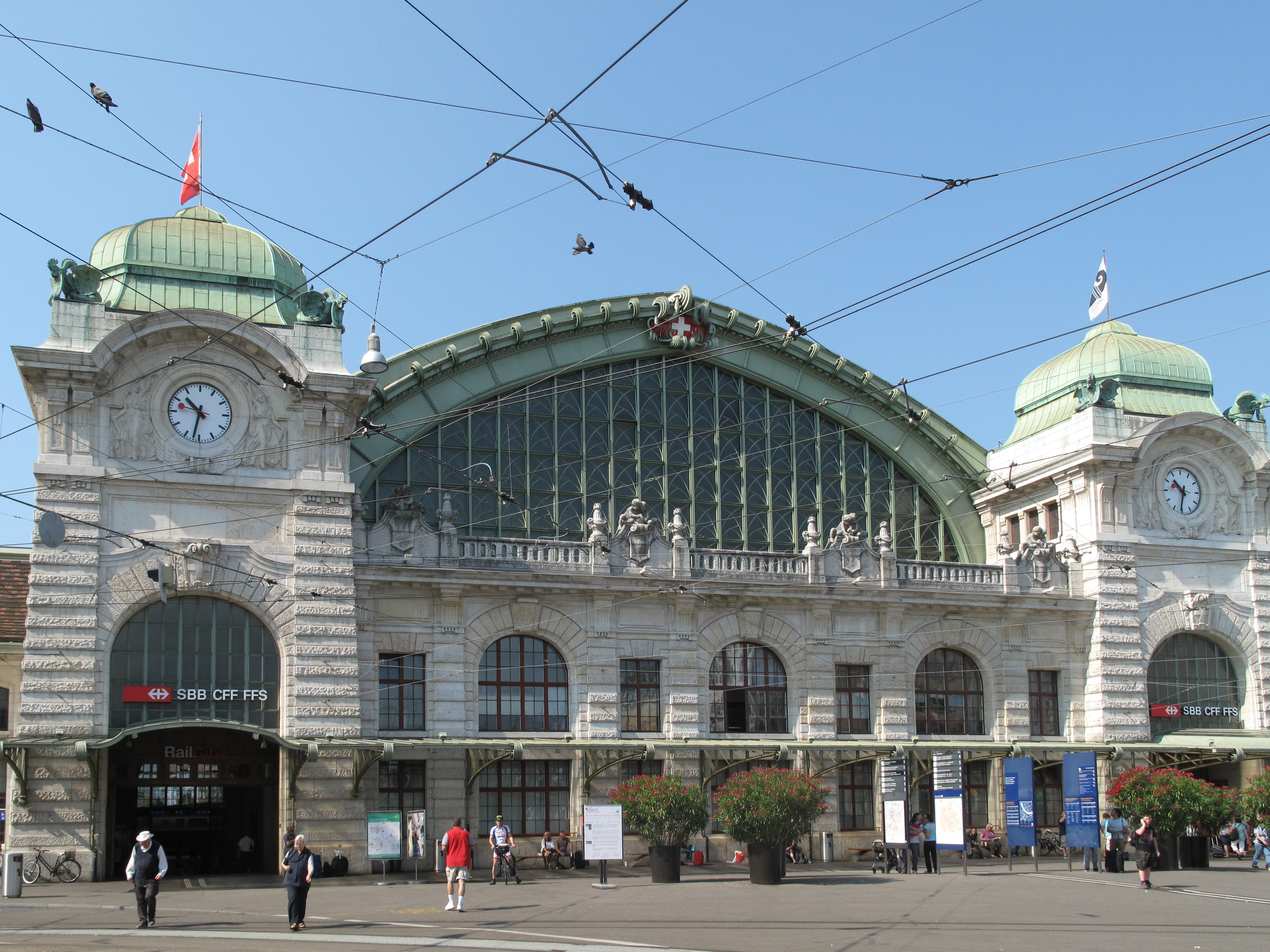
Базель SBB

### Дорожній рух
Базель є вузлом автомобільного руху з півночі на південь із Франції та Німеччини через Швейцарію. 
Автомагістралі A3 із Франції до Цюриха та A2 до Готтарда або до Берна.

### Повітряний рух
Двонаціональний аеропорт Базель-Мюлуз-Фрайбург («EuroAirport») повністю розташований на території Франції , але розділений на французький і швейцарський сектори. Останній сполучений зі Швейцарією митною екстериторіальною дорогою.

### Залізничний транспорт
Кантон Базель-Штадт має три міжнародні залізничні станції. 
Швейцарський вокзал Базель SBB і французький вокзал Базель SNCF розташовані в одній будівлі на південь від центру міста з боку Гроссбазеля. 
Якщо ви хочете потрапити зі швейцарського вокзалу на французький, вам доведеться перетнути митницю. 
Станція Базель-Бадішер, яким керує Deutsche Bahn, розташований у Кляйнбазелі і також відділений від Швейцарії митницею. 
Ця станція в основному використовується мандрівниками з Німеччини, які пересідають між Високорейнською залізницею, Візентальбан (лінія S6 Basel S-Bahn між Базель SBB – Леррах – Целль-ім-Візенталь) і Райнтальбан та мають проїхати через територію Швейцарії.
Є також чотири місцеві залізничні станції. Санкт-Якоб розташований на залізниці Бецберг або Гауннштайн до Муттенца; 
однак потяги зупиняються тут лише під час великих заходів на стадіоні Санкт-Якоб Парк. 
Станція Драйшпіц на Юрабан (відкрито в травні 2006 року) призначена для того, щоб розвантажити станцію SBB від приміських потоків, особливо до/з Бірзигталя.
Станції Санкт-Йоган на лінії SNCF до Мюлузу, Ріен-Нідерольц і Ріен на німецькому Візентальтані мають статус, подібний до статусу Базель-Бадішер. 
Усі три станції розташовані на території Швейцарії, але для митних цілей є територією Франції чи Німеччини.

### Річковий
Базель також сполучений з іншою частиною Швейцарії та сусідніми країнами через річку Рейн. 
Basler Personenschifffahrt подорожує вгору по Рейну до Рейнфельдена. 
Базель також є портом приписки різних судноплавних компаній, які пропонують звідси круїзи по Рейну, а також до Майну та Мозеля.
Базель також є портом приписки швейцарського океанського судноплавства.
Важливою опорою швейцарської економіки є рейнський порт Базель з його терміналами: Кляйнгюнінген, Санкт-Йоганн і Бірсфельден.

### місцевий транспорт
Транспорт усередині міста та гарний розвиток околиць забезпечує розгалужена трамвайна мережа, доповнена численними автобусними маршрутами під орудою Basler Verkehrs-Betriebe, Baselland Transport AG і Autobus AG Liestal та кількох інших компаній.